# Carlos Iturralde Rivero
Carlos Iturralde Rivero (* 7. Juni 1926 in Mérida, Yucatán; † 1. August 2004 in Mexiko-Stadt) war ein mexikanischer Fußballspieler auf der Position eines Stürmers. Er gilt als bester Fußballspieler in der Geschichte der Halbinsel Yucatán.

## Leben

### Kindheit
Nachdem sein Vater, ein ehemaliger Gouverneur des Bundesstaates Yucatán, seine Heimat verlassen hatte und vorübergehend in Europa lebte, kam der junge Carlos in der „alten Welt“ erstmals mit dem Fußball – der auf der Halbinsel Yucatán im Schatten des Baseball steht und bei weitem nicht so populär ist wie in Zentralmexiko – in Berührung. 

### Spielerlaufbahn
Als die Familie nach Mexiko zurückkam, ließ sie sich in der Hauptstadt nieder, wo Carlos seine Fußballerlaufbahn begann und für die Saison 1945/46 einen Profivertrag beim Club Asturias erhielt, der zwei Jahre zuvor die in dieser Saison erstmals ausgetragene Profifußballmeisterschaft von Mexiko unter der Leitung des österreichischen Trainers Ernst Pauler gewonnen hatte.
Als Asturias sich zum Ende der Saison 1949/50 aus dem Profifußball zurückzog und die Liga verließ, wechselte Iturralde zum Club Deportivo Guadalajara, kehrte aber nach nur einer Saison nach Mexiko-Stadt zurück und unterschrieb beim Club Necaxa, bei dem er bis 1955 unter Vertrag stand, aber auch für eine Saison an den Nachbarverein América ausgeliehen wurde. Anschließend stand er noch bei seinem eigentlichen Lieblingsverein Atlante unter Vertrag, bei dem er seine aktive Laufbahn ausklingen ließ.

### Verpasste WM-Teilnahme
Iturralde, der nie ein Spiel für die mexikanische Nationalmannschaft bestritten hatte, sollte eigentlich dem mexikanischen Kader bei der WM 1950 angehören; doch eine schwere Knieverletzung machte diese Möglichkeit zunichte.

### Tätigkeit als Trainer
Nach seiner aktiven Laufbahn arbeitete Iturralde unter anderem als Trainer der Hauptstadtvereine UNAM Pumas sowie seines „Herzensvereins“ Atlante, mit dem ihm in der Saison 1975/76 – erstmals in der Vereinsgeschichte der Potros – der Abstieg in die Segunda División ereignet hatte.

### Tätigkeit als Autor
Außerdem hatte Iturralde eine Affinität zum Schreiben. Er veröffentlichte ein Buch mit dem Titel Amistad entre patadas und schrieb über einen längeren Zeitraum hinweg jede Woche eine Kolumne für eine regionale Zeitung.

## Ehrungen
Das Stadion seiner Heimatstadt Mérida ist nach ihm benannt.